# Villers-Bouton
Villers-Bouton là một xã ở tỉnh Haute-Saône trong vùng Franche-Comté phía đông Pháp. Xã có diện tích 5,26 kilômét vuông, dân số năm 2006 là 149 người. Khu vực này có độ cao từ 307-421 mét trên mực nước biển.